# Иоганн IV (маркграф Бранденбурга)
Иоганн IV (род. ок. 1261 — 1305) — маркграф Бранденбург-Штендаля с 1286 года, из рода Асканиев.

## Биография
Иоганн был старшим сыном маркграфа Бранденбург-Штендаля Конрада I Бранденбургского и его супруги Констанции Польской, дочери князя великопольского Пшемысла I.
В 1286 году стал соправителем отца, а после его смерти в 1304 году стал соправителем дяди Оттона IV Со Стрелой.
В 1302 году он женился на Ядвиге, дочери князя Вроцлавского Генриха V Брюхатого. Умер бездетным.